# 駒形遺跡
座標: 北緯36度02分22秒 東経138度11分21秒 / 北緯36.03944度 東経138.18917度

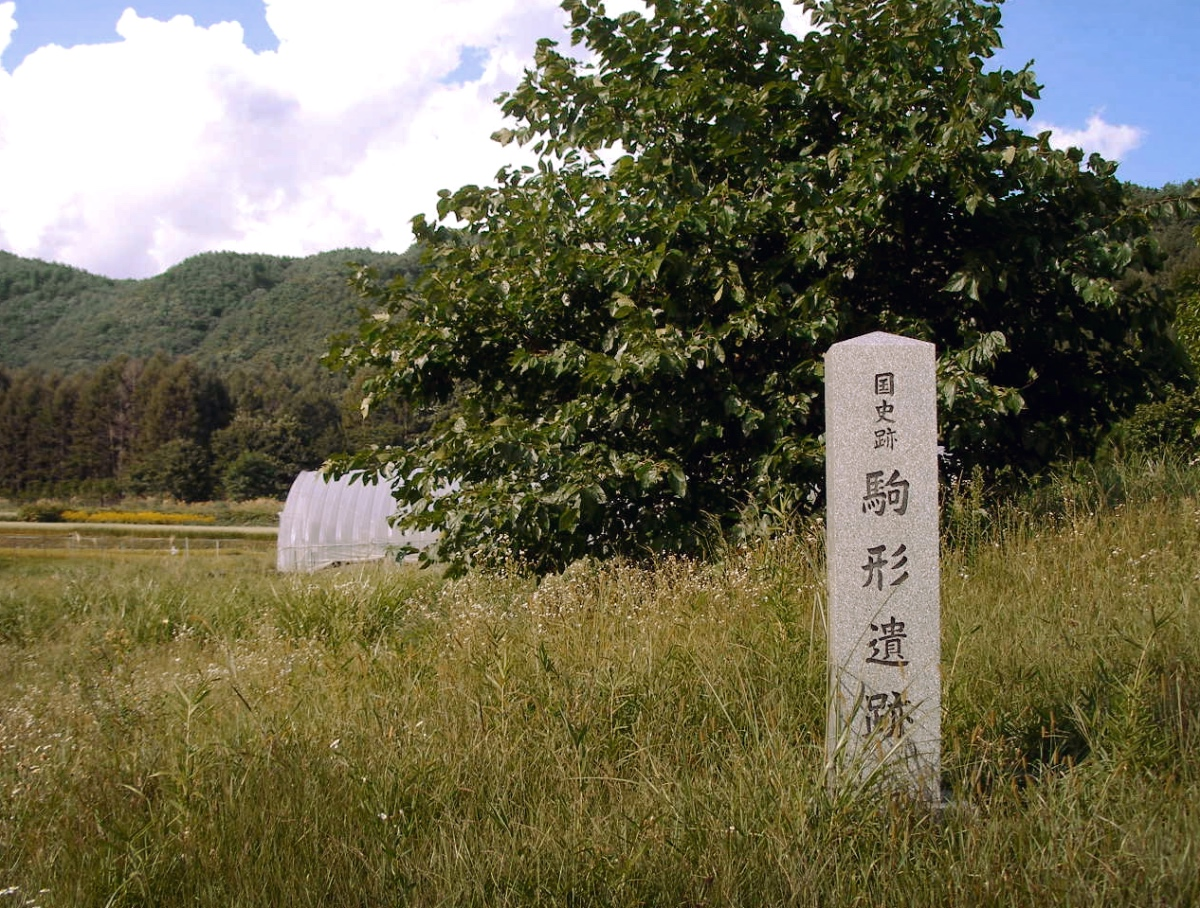
駒形遺跡

駒形遺跡（こまがたいせき）は、長野県茅野市米沢北大塩にある縄文時代の集落跡を中心とする複合遺跡。国の史跡に指定されている。また2018年（平成30年）に日本遺産ストーリー『星降る中部高地の縄文世界-数千年を遡る黒曜石鉱山と縄文人に出会う旅-』の構成文化財の1つに認定された。

## 概要
標高910メートル。縄文時代の拠点集落跡や多量の黒曜石の鏃などが発見されている。検出遺構の年代は旧石器時代、縄文時代早期前半（約9000年前）から後期前半（4000年前）、平安時代、中世におよぶ。縄文時代の竪穴建物跡106棟と、土坑（貯蔵穴・柱穴・墓穴）が多数出土しているほか、旧石器時代の遺物や平安時代の建物跡、中世の遺構などが確認されている。
1998年（平成10年）1月16日に国の史跡に指定され、2015年（平成27年）10月7日に一部が追加指定された。史跡指定範囲は31426.12平方メートルである。